# UEFAチャンピオンズリーグ 2015-16 決勝
UEFAチャンピオンズリーグ 2015-16 決勝は、UEFAチャンピオンズリーグ 2015-16の決勝戦であり、61回目のUEFAチャンピオンズリーグの決勝戦である。2016年5月28日にイタリア・ミラノのスタディオ・サン・シーロで行われ、レアル・マドリードが2年ぶり11回目の優勝を果たした。
レアル・マドリードはUEFAヨーロッパリーグ 2015-16王者と対戦する2016 UEFAスーパーカップの出場権の他、UEFAサッカー連盟を代表して、2016年12月に日本で開催される2016 FIFAクラブワールドカップの出場権を獲得した。

## 試合前

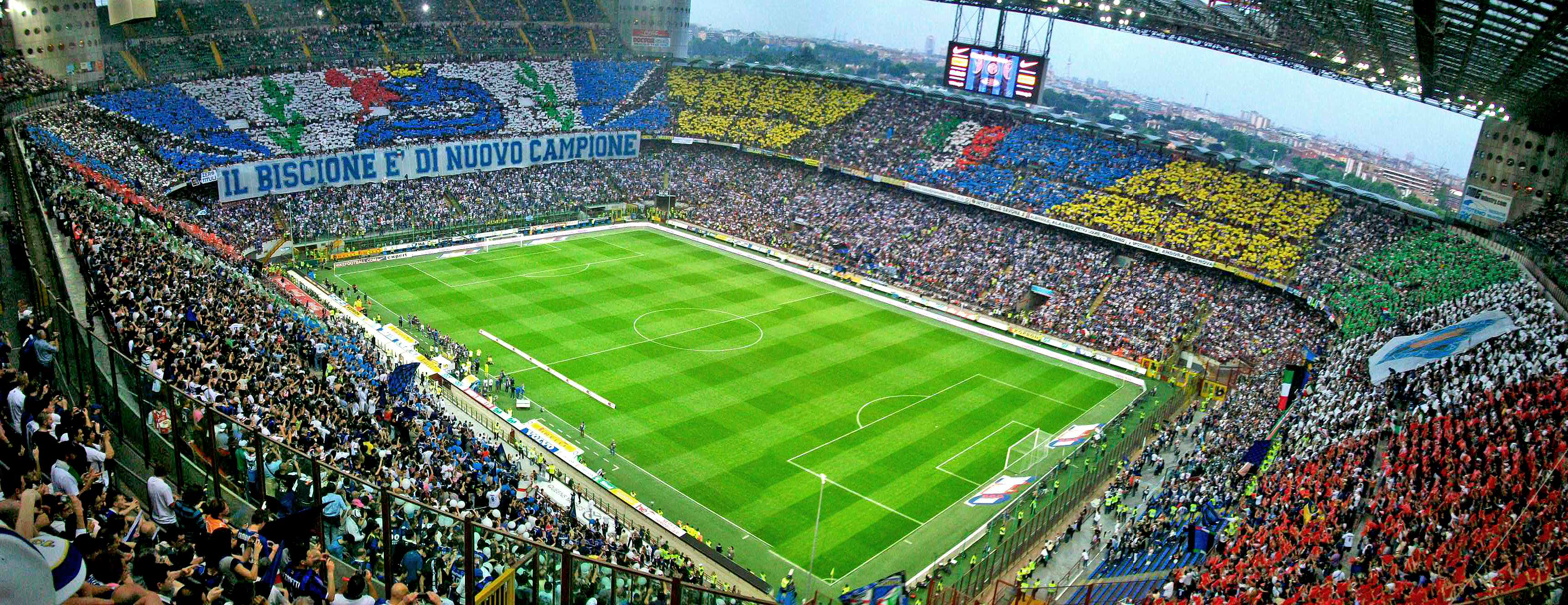
決勝戦が行われたスタディオ・ジュゼッペ・メアッツァ

UEFAチャンピオンズリーグ及び前身のUEFAチャンピオンズカップの決勝で、同一協会に所属するチーム同士の決勝戦は今大会が6回目であり、スペイン勢同士の決勝戦は3回目となる。また、同じ街のチーム同士の対戦は今大会と同一カードの決勝戦となった2014年以来2回目で、同一カードの決勝戦となったのは今回が7回目である。
レアル・マドリードは、チャンピオンズカップ時代を含めて史上最多の14回目のUEFAチャンピオンズリーグ決勝戦であり、2014年の「ラ・デシマ（10回目の優勝）」以来11回目の優勝を目指す。また、監督であるジネディーヌ・ジダンは、レアル・マドリードでの選手時代の2002年に自らもゴールを決めて優勝を果たしており、今大会で優勝を果たせば選手と監督の両方で優勝を経験することになる。
一方、アトレティコ・マドリードはチャンピオンズカップ時代を含めて3回目の決勝進出である。1974年の決勝ではバイエルン・ミュンヘンに再試合の末敗れ、2014年はレアル・マドリードに延長戦の末力尽きた。他の欧州主要大会においては、UEFAカップウィナーズカップでは1962年に、UEFAヨーロッパリーグでは2010年と2012年にそれぞれ優勝を経験しており、今大会で優勝を果たせば、チャンピオンズリーグ初優勝となるだけでなく、ユヴェントス、アヤックス、バイエルン・ミュンヘン、チェルシーに続く欧州主要3大会で優勝を果たしたクラブとなる。

### 試合会場
2014年9月18日にスイスのニヨンで開催されたUEFA理事会で、スタディオ・ジュゼッペ・メアッツァが決勝戦の会場に決定された。スタディオ・ジュゼッペ・メアッツァでの決勝戦の開催は2001年以来となり、チャンピオンズカップ時代の1965年・1970年も含めて4回目の開催となる。
このスタジアムは、1925年にACミランのホームスタジアムとして開設され、地区名から「サン・シーロ」と呼ばれた。その後、インテルもホームスタジアムとして使用するようになり、1980年に現在の名称に改称された。UEFA主催大会では8万人が収容可能であり、UEFA欧州選手権1980や1934 FIFAワールドカップ、1990 FIFAワールドカップにおいても試合会場として使用された。

### アンバサダー
インテルで2010年にチャンピオンズリーグ優勝を達成している元サッカーアルゼンチン代表のハビエル・サネッティが決勝戦の公式アンバサダーに任命された。

### チケット販売
全71,500枚のチケットのうち、46,000枚がファン・一般に対して販売される。決勝に進んだ2チームのファンにそれぞれ2万枚ずつ割り当てられ、残りの6000枚が一般の観客を対象に販売される。この一般チケットが2016年3月1日から3月14日まで販売された。チケットの販売価格は以下のとおり。なお、残りのチケットは地元の組織委員会、UEFA、各国サッカー協会、スポンサー、放送業者等に割り当てられる。
| カテゴリー                     | 販売価格  |
| ------------------------------ | --------- |
| カテゴリー1                    | 440ユーロ |
| カテゴリー2                    | 320ユーロ |
| カテゴリー3                    | 160ユーロ |
| カテゴリー4                    | 70ユーロ  |
| ユースパッケージ (カテゴリー2) | 140ユーロ |
| 車椅子席（カテゴリー4）        | 70ユーロ  |

### オープニングセレモニー
試合前に開催されるオープニングセレモニーに、アメリカ人歌手のアリシア・キーズが出演する。また、2009年ローマでの決勝以来アンドレア・ボチェッリがアンセムを披露した。

## 決勝戦までの道のり
註: 以下のすべての結果は、決勝戦進出2クラブの得点を前に表示している。
| チーム             | 試 | 勝 | 分 | 敗 | 得 | 失 | 差  | 点 |
| ------------------ | -- | -- | -- | -- | -- | -- | --- | -- |
| レアル・マドリード | 6  | 5  | 1  | 0  | 19 | 3  | +16 | 16 |
| パリSG             | 6  | 4  | 1  | 1  | 12 | 1  | +11 | 13 |
| シャフタール       | 6  | 1  | 0  | 5  | 7  | 14 | -7  | 3  |
| マルメFF           | 6  | 1  | 0  | 5  | 1  | 21 | -20 | 3  |

| チーム       | 試 | 勝 | 分 | 敗 | 得 | 失 | 差 | 点 |
| ------------ | -- | -- | -- | -- | -- | -- | -- | -- |
| アトレティコ | 6  | 4  | 1  | 1  | 11 | 3  | +8 | 13 |
| ベンフィカ   | 6  | 3  | 1  | 2  | 10 | 8  | +2 | 10 |
| ガラタサライ | 6  | 1  | 2  | 3  | 6  | 10 | -4 | 5  |
| アスタナ     | 6  | 0  | 4  | 2  | 5  | 11 | -6 | 4  |

## 試合

### 概要
| 2016年5月28日 20:45 CEST (UTC+2) |

| レアル・マドリード                       | 1 - 1 (延長) | アトレティコ・マドリード                |
| ラモス 15分                              | レポート     | カラスコ 79分                           |
|                                          | PK戦         |                                         |
| バスケス マルセロ ベイル ラモス ロナウド | 5 - 3        | グリーズマン ガビ サウール フアンフラン |

| スタディオ・ジュゼッペ・メアッツァ, ミラノ 観客数: 71,942人 主審: マーク・クラッテンバーグ |

| レアル・マドリード | アトレティコ・マドリード |

| GK                   | 01 | ケイロル・ナバス           | 47分   |      |
| RB                   | 15 | ダニ・カルバハル           | 11分   | 52分 |
| CB                   | 04 | セルヒオ・ラモス           | 90+3分 |      |
| CB                   | 03 | ペペ                       | 112分  |      |
| LB                   | 12 | マルセロ                   |        |      |
| RM                   | 19 | ルカ・モドリッチ           |        |      |
| CM                   | 14 | カゼミーロ                 | 79分   |      |
| LM                   | 08 | トニ・クロース             |        | 72分 |
| RF                   | 11 | ガレス・ベイル             |        |      |
| CF                   | 09 | カリム・ベンゼマ           |        | 77分 |
| LF                   | 07 | クリスティアーノ・ロナウド |        |      |
| 控え                 |    |                            |        |      |
| GK                   | 13 | キコ・カシージャ           |        |      |
| DF                   | 06 | ナチョ                     |        |      |
| DF                   | 23 | ダニーロ                   | 93分   | 52分 |
| MF                   | 10 | ハメス・ロドリゲス         |        |      |
| MF                   | 18 | ルーカス・バスケス         |        | 77分 |
| MF                   | 22 | イスコ                     |        | 72分 |
| FW                   | 20 | ヘセ                       |        |      |
| 監督                 |    |                            |        |      |
| ジネディーヌ・ジダン |    |                            |        |      |

| GK                 | 13 | ヤン・オブラク             |        |       |
| RB                 | 20 | フアンフラン               |        |       |
| CB                 | 15 | ステファン・サヴィッチ     |        |       |
| CB                 | 02 | ディエゴ・ゴディン         |        |       |
| LB                 | 03 | フィリペ・ルイス           |        | 109分 |
| RM                 | 17 | サウール                   |        |       |
| CM                 | 14 | ガビ                       | 90+3分 |       |
| CM                 | 12 | アウグスト・フェルナンデス |        | 46分  |
| LM                 | 06 | コケ                       |        | 116分 |
| SS                 | 07 | アントワーヌ・グリーズマン |        |       |
| CF                 | 09 | フェルナンド・トーレス     | 61分   |       |
| 控え               |    |                            |        |       |
| GK                 | 01 | ミゲル・アンヘル・モジャ   |        |       |
| DF                 | 19 | リュカ・エルナンデス       |        | 109分 |
| DF                 | 24 | ホセ・ヒメネス             |        |       |
| MF                 | 05 | ティアゴ                   |        |       |
| MF                 | 21 | ヤニック・カラスコ         |        | 46分  |
| MF                 | 22 | トーマス・パーテイ         |        | 116分 |
| FW                 | 16 | アンヘル・コレア           |        |       |
| 監督               |    |                            |        |       |
| ディエゴ・シメオネ |    |                            |        |       |

| UEFA選出マン・オブ・ザ・マッチ セルヒオ・ラモス 副審: サイモン・ベック ジェイク・コリン 第4審判: ヴィクトル・カッシャイ 追加副審: アンソニー・テイラー アンドレ・マリナー 副審控え: スチュアート・バート | 試合ルール - 試合時間は90分。 - 90分終了後同点の場合、30分の延長戦が行われる。 - 120分終了後同点の場合、PK戦で勝敗が決定される。 - 控えは7名。 - 最大3人まで交代可能。 |

### 試合展開
前半
アトレティコのファーストシュートは5分、右サイドからサウールのクロスからコケが右足ボレーで狙ったがジャストミートしなかった。対してレアルは6分、ペナルティーエリア手前右でFKを獲得し、ガレス・ベイルが蹴ったボールにカリム・ベンゼマが合わせるが、GKオブラクのセーブに遭った。すると15分、レアルが今度は左サイドでFKを得ると、トニ・クロースの入れたボールをベイルが頭で逸らし、ゴール前でセルヒオ・ラモスが触ってゴールに押し込み、先制に成功した。その後は追いかけるアトレティコがボールを持つが、34分にアントワーヌ・グリーズマンがミドルシュートを放った場面くらいしか決定機は無く、レアルが1-0でリードし前半を終えた。
後半
アトレティコは後半開始からヤニック・カラスコを投入。その50秒後、エリア内でぺぺがフェルナンド・トーレスを後ろから倒し、アトレティコにPKが与えられる。これをグリーズマンが蹴るが、シュートはバーに弾かれPK失敗し、同点に追いつくことはできなかった。その後もカラスコを中心にアトレティコが押し込むが、中々ゴールを奪えない。逆にレアルは78分、ベイルがドリブルでエリア内に持っていき、こぼれたボールをクリスティアーノ・ロナウドがシュートするがオブラクがセーブ。こぼれ球を拾ったベイルが今度はオブラクをかわしてシュートを打つが、これはDFのブロックに阻まれた。直後の79分、アトレティコはフアンフランがガビとのワンツーで右サイド深くに侵入しグラウンダーのクロス。これに走り込んだカラスコが合わせて同点に追いついた。その後は互いにゴールは生まれず、試合は1-1で延長戦に入る。
延長戦・PK戦
延長では互いに決定機が生まれず、GKを脅かすようなシュートはなかった。
PK戦はレアルが先攻。両チーム共3人目までは全員が成功させた。4人目、レアルはラモスがゴール右隅に決めたのに対してアトレティコのフアンフランのシュートは左ポストを直撃し失敗した。レアルの5人目であるロナウドがシュートをゴール右に決め、レアルが1-1からPK戦を5-3で制して2年ぶり11回目の優勝を達成した。

### チーム別データ
|                | レアル・マドリード | アトレティコ・マドリード |
| -------------- | ------------------ | ------------------------ |
| 得点           | 1                  | 0                        |
| シュート       | 5                  | 5                        |
| 枠内シュート   | 2                  | 3                        |
| GKセーブ       | 3                  | 1                        |
| ボール支配率   | 45%                | 52%                      |
| コーナーキック | 1                  | 1                        |
| ファール       | 6                  | 6                        |
| オフサイド     | 0                  | 1                        |
| イエローカード | 1                  | 0                        |
| レッドカード   | 0                  | 0                        |

|                | レアル・マドリード | アトレティコ・マドリード |
| -------------- | ------------------ | ------------------------ |
| 得点           | 0                  | 1                        |
| シュート       | 9                  | 10                       |
| 枠内シュート   | 4                  | 1                        |
| GKセーブ       | 0                  | 4                        |
| ボール支配率   | 45%                | 55%                      |
| コーナーキック | 3                  | 1                        |
| ファール       | 8                  | 7                        |
| オフサイド     | 0                  | 1                        |
| イエローカード | 3                  | 2                        |
| レッドカード   | 0                  | 0                        |

|                | レアル・マドリード | アトレティコ・マドリード |
| -------------- | ------------------ | ------------------------ |
| 得点           | 0                  | 0                        |
| シュート       | 11                 | 3                        |
| 枠内シュート   | 2                  | 0                        |
| GKセーブ       | 0                  | 2                        |
| ボール支配率   | 44%                | 56%                      |
| コーナーキック | 3                  | 4                        |
| ファール       | 4                  | 3                        |
| オフサイド     | 0                  | 0                        |
| イエローカード | 2                  | 0                        |
| レッドカード   | 0                  | 0                        |

|                | レアル・マドリード | アトレティコ・マドリード |
| -------------- | ------------------ | ------------------------ |
| 得点           | 1                  | 1                        |
| シュート       | 25                 | 18                       |
| 枠内シュート   | 8                  | 4                        |
| GKセーブ       | 3                  | 7                        |
| ボール支配率   | 46%                | 54%                      |
| コーナーキック | 7                  | 6                        |
| ファール       | 18                 | 16                       |
| オフサイド     | 0                  | 2                        |
| イエローカード | 6                  | 2                        |
| レッドカード   | 0                  | 0                        |

## 試合後
レアル・マドリードがPK戦の末、アトレティコ・マドリードに勝利して2大会ぶり11回目の優勝(ウン・デシマ)を達成し、自身が持つ大会最多優勝回数を更新した。チャンピオンズリーグ改称後では5回目の優勝となり、昨シーズン4回目の優勝を達成して並んでいたバルセロナを再び引き離し単独首位に立った。表彰式では資格停止処分を受けているミシェル・プラティニUEFA会長に代わりアンヘル・マリア・ビジャールがビッグイヤーと優勝・準優勝メダルを授与することとなった。ジネディーヌ・ジダンは選手と監督の両方の立場でチャンピオンズリーグを制した(これは史上7人目である)。一方、敗れたアトレティコ・マドリードは、ユヴェントス、バイエルン・ミュンヘン、ベンフィカに次ぎ、バルセロナと並ぶ3回目の準優勝を記録した。1度も優勝を経験することなく準優勝3回を記録するのは、チャンピオンズカップ時代を通しても初めてのこととなった。

## 日本におけるテレビ中継
- フジテレビ系列

＜ミラノ・スタディオ・ジュセッペ・メアッツァ＞
- - 実況:西岡孝洋、解説:山口素弘

＜東京･フジテレビ＞
- - 進行役:ジョン・カビラ
- 日本テレビ系列（ハイライトによる録画放送）
  - 実況:田辺研一郎、進行役：畑下由佳、解説：都並敏史